# Neolophonotus macquarti
Neolophonotus macquarti is een vliegensoort uit de familie van de roofvliegen (Asilidae). De wetenschappelijke naam van de soort is voor het eerst geldig gepubliceerd in 1986 door Jason Gilbert Hayden Londt.